# Brunei en Muara
Brunei en Muara is een district van Brunei. De hoofdstad is Bandar Seri Begawan, dat ook de hoofdstad van Brunei is. In het district wonen 213.800 mensen op een oppervlakte van 570 km².

## Mukim
Brunei en Muara telt 17 mukim:
- Kianggeh
- Berakas "A"
- Berakas "B"
- Kota Batu
- Gadong
- Kilanas
- Sengkurong
- Pengkalan Batu
- Lumapas
- Sungai Kebun
- Tamoi
- Burong Pinggai Ayer
- Sungai Kedayan
- Kampong Peramu
- Saba
- Serasa
- Mentiri